# François Desset
François Desset est un archéologue français né en 1982, spécialiste de l'Iran du Néolithique à l'âge du Bronze. En 2017-2020, il tente de déchiffrer l’élamite linéaire, une paléoécriture utilisée dans l'actuel Iran entre 2150 et 1900 avant J.-C., transcription d'une langue qui n'est ni indo-européenne ni sémitique. Sa proposition de lecture du système d'écriture élamite demeure cependant très disputée dans la communauté des chercheurs en linguistique historique comparée et demande encore à être confirmée par une traduction cohérente des textes.

## Biographie
François Desset naît en 1982. Il obtient en 2011 à l'université de Paris 1 un doctorat d'archéologie de l'Asie centrale. Il travaille simultanément à l'université de Téhéran et depuis 2018 au laboratoire du CNRS Archéorient de Lyon.
Son domaine de recherche est l'Asie occidentale entre les IVe et IIe millénaires av. J.-C., et plus précisément le processus d'urbanisation de l'Iran et les paléoécritures iraniennes non déchiffrées (écritures proto-élamite, élamite linéaire et élamite géométrique). Dans le cadre de ses recherches, il tente à partir de 2017 (mais annoncé seulement le 27 novembre 2020) de déchiffrer l'élamite linéaire, vieux de 4 200 ans,,.

## Publications
- François Desset, Premières écritures iraniennes. Les systèmes proto-élamite et élamite linéaire, Naples, Università degli studi di Napoli « L'Orientale », Dipartimento Asia Africa Mediterraneo, coll. « Series minor » (no 76), 2012 (ISBN 978-88-6719-083-6)
- (en) François Desset, « Proto-Elamite Writing in Iran », Archéo-Nil. Revue de la société pour l'étude des cultures prépharaoniques de la vallée du Nil, no 26 « Naissance de l'état, naissance de l’administration : le rôle de l'écriture en Égypte, au Proche-Orient et en Chine / Emergence of the state and development of the administration: the role of writing in Egypt, Near East and China »,‎ 2016, p. 67-104 (lire en ligne)
- (en) François Desset, « Nine Linear Elamite Texts Inscribed on Silver “Gunagi” Vessels (X, Y, Z, F’, H’, I’, J’, K’ and L’): New Data on Linear Elamite Writing and the History of the Sukkalmaḫ Dynasty », Iran, vol. 56, no 2,‎ 2018 (ISSN 0578-6967, lire en ligne)
- (en) François Desset, Kambiz Tabibzadeh, Matthieu Kervran, Gian Pietro Basello et Gianni Marchesi, « The Decipherment of Linear Elamite Writing », Zeitschrift für Assyriologie und vorderasiatische Archäologie, vol. 112, no 1,‎ 2022, p. 11–60 (ISSN 0084-5299, DOI 10.1515/za-2022-0003, S2CID 250118314, lire en ligne)